# Планета обезьян: Революция
«Плане́та обезья́н: Револю́ция», оригинальное название — «Рассве́т плане́ты обезья́н» (англ. Dawn of the Planet of the Apes) — американский научно-фантастический боевик режиссёра Мэтта Ривза, снятый по мотивам романа «Планета обезьян» французского писателя Пьера Буля. Выход фильма в прокат в США состоялся 11 июля 2014 года, в России 17 июля 2014 года.
28 июня 2014 года фильм был показан на Московском международном кинофестивале в качестве фильма закрытия.

## Сюжет
Действие фильма происходит через 10 лет после событий «Восстания планеты обезьян».
В результате эпидемии «Обезьяньего гриппа», охватившей за 10 лет весь мир, бо́льшая часть людей погибла, а те, кому удалось выжить, основали человеческие колонии, одна из которых расположилась в Сан-Франциско. Тем временем группа обезьян во главе с Цезарем основала свою деревню. Обезьяны издревле способны понимать язык жестов, на котором и общаются, однако обладают человеческой речью, которой редко пользуются. После охоты на оленей сын Цезаря Синеглаз и сын Ракеты Эш натыкаются на группу людей из колонии Сан-Франциско. Один из них ранит Эша. На звук выстрела сбегаются другие обезьяны. Цезарь отпускает людей, чем вызывает недовольство Кобы.
Позже группа обезьян на лошадях приходит к воротам колонии, где Цезарь объявляет о том, что ни один человек не должен посещать лес, тогда обезьяны не будут нарушать границу колонии. После этого обезьяны возвращаются в деревню. Малкольм, один из участников группы, а также один из двух основателей данной колонии, собирает новую группу и отправляется на ГЭС, способную снабдить колонию электричеством на всё время. С ним отправляются его жена Элли и сын от первого брака Александр. После этого Дрейфус, второй основатель, приказывает подготовить вооружение для обороны.
Как только группа пересекает мост, Малкольм выходит из машины и приходит в деревню. Его замечают обезьяны и приводят к Цезарю. Цезарь разрешает Малкольму провести работы в ГЭС и остаться в деревне, но только при условии отсутствия оружия, чем снова вызывает недовольство Кобы, который испытывает ненависть к человечеству, проводившему над ним опыты. Коба и двое лояльных к нему обезьян отправляются на разведку в колонию, где обнаруживают, что люди тренируются в стрельбе. Разъярённый Коба возвращается в деревню, где объявляет о том, что люди собираются атаковать обезьян, чему Цезарь отказывается верить. Коба обвиняет Цезаря в большей любви к людям, чем к обезьянам. Впоследствии в ГЭС происходит драка между Цезарем и Кобой, в которой Цезарь одерживает верх, но отказывается добить Кобу со словами «Обезьяна не убьёт обезьяну».
Позже Малкольм возвращает доверие к себе после того, как Элли вылечивает жену Цезаря Корнелию, тяжело заболевшую после рождения второго сына.
На следующий день Коба возвращается в колонию, где убивает двоих охранников, забирает огнестрельное оружие и возвращается в деревню. Ночью Малкольм обнаруживает, что ГЭС заработала, в то время как Коба убивает одного из членов группы, Карвера. Позже Коба достаёт оружие и стреляет в Цезаря, тяжело ранив его, и поджигает деревню. Позже он обвиняет людей в убийстве Цезаря и поджоге деревни, объявляет себя новым лидером, снабжает обезьян оружием и нападает на колонию людей.
Утром сбежавшая группа находит раненого Цезаря, после чего Элли вылечивает его, а Малкольм отвозит его в колонию, так как Цезарь один способен остановить обезьян, однако Цезарь останавливает Малкольма у дома Уилла Родмана, учёного из предыдущего фильма.
Во время битвы обезьяны прорываются в колонию. Позже Коба приказывает Эшу убить двух мирных жителей. Эш отказывается, в итоге Коба выбрасывает его с ворот колонии, убив его. Ночью Синеглаз приходит к Цезарю и рассказывает о Кобе, а также о том, что Коба посадил в клетку мирных жителей, а также лояльных к Цезарю обезьян: Мориса, Ракету и других. Вечером Синеглаз выпускает обезьян и приводит их к дому Уилла.
Утром отряд Цезаря и группа Малкольма отправляется в колонию, где Малкольм встречается с Дрейфусом, который собирается взорвать башню, на которой сидят обезьяны. Малкольм берёт оружие и нацеливается на Дрейфуса, приказав не взрывать башню. В это время Цезарь, забравшись на башню, вступает в схватку с Кобой, во время которой Коба случайно ранит Мориса, ранит и убивает несколько других обезьян, стреляя в Цезаря. В это время Дрейфус взрывает башню, вызвав частичное разрушение башни, отчего погибает много обезьян. Цезарь отталкивает Кобу к краю башни, после чего Коба трусливо просит пощады говоря: «Обезьяна не убьёт обезьяну», на что Цезарь, понимая, что Коба предал друга, совершил непростительные преступления против своего народа и что доверять ему больше нельзя, говорит: «но Коба не обезьяна» и отпускает его руку, из-за чего тот падает вниз навстречу смерти.
Малкольм говорит Цезарю, что восстановив радиосвязь, Дрейфус вызвал военных, на что Цезарь отвечает, что люди им этого не простят и поэтому войны не избежать, советуя Малкольму и его семье уходить. Последняя сцена фильма — Цезарь в окружении обезьян готовится к неизбежной войне.

## В ролях
В фильме задействовано свыше 80 актёров, не считая актёров массовки.
| Актёр                                        | Роль                                     |
| -------------------------------------------- | ---------------------------------------- |
| Энди Серкис                                  | Цезарь (Caesar)                          |
| Джейсон Кларк                                | Малкольм (Malcolm)                       |
| Гэри Олдмэн                                  | Дрейфус (Dreyfus)                        |
| Кери Расселл                                 | Элли (Ellie)                             |
| Тоби Кеббелл                                 | Коба (Koba)                              |
| Джуди Грир                                   | Корнелия (Cornelia)                      |
| Коди Смит-Макфи                              | Александр (Alexander)                    |
| Керк Асеведо                                 | Карвер (Carver)                          |
| Ник Тёрстон (англ. Nick Thurston)            | Синеглаз (Blue Eyes)                     |
| Док Шоу                                      | Эш (Ash)                                 |
| Карин Коновал                                | Морис (Maurice)                          |
| Терри Нотари                                 | Ракета (Rocket)                          |
| Энрике Мурсиано                              | Кемп (Kemp)                              |
| Ли Росс (англ. Lee Ross (actor))             | Грей (Grey)                              |
| Кейр О’Доннелл                               | Финней (Finney)                          |
| Кевин Ранкин                                 | Маквей (McVeigh)                         |
| Джоко Симс (англ. Jocko Sims)                | Вернер (Werner)                          |
| Ричард Кинг                                  | Стоун (Stone)                            |
| Ломбардо Бояр (англ. Lombardo Boyar)         | Терри (Terry)                            |
| Дж. Д. Эвермор (англ. J.D. Evermore)         | снайпер (Sniper)                         |
| Майкл Пападжон                               | артиллерист (Cannon-Gunner)              |
| Томас Росалес-мл.                            | старик (Old Man)                         |
| Кэрол Саттон                                 | старушка (Old Woman)                     |
| Блэйк Нельсон Бойд (англ. Blake Nelson Boyd) | выживший человек (Human Colony Survivor) |
| Серджо Като (англ. Sergio Kato)              | выживший человек (Human Colony Survivor) |
| Стивен Уиг (англ. Steven Wiig)               | выживший человек (Human Colony Survivor) |
| Джеймс Франко                                | Уилл Родман, камео (Dr. Will Rodman)     |

## Музыка
Список композиций
Вся музыка написана Майклом Джаккино.
| №   | Название                                              | Длительность |
| --- | ----------------------------------------------------- | ------------ |
| 1.  | «Level Plaguing Field»                                | 2:21         |
| 2.  | «Look Who’s Stalking»                                 | 2:35         |
| 3.  | «The Great Ape Processional»                          | 4:34         |
| 4.  | «Past Their Primates»                                 | 1:57         |
| 5.  | «Close Encounters of the Furred Kind»                 | 4:38         |
| 6.  | «Monkey to the City»                                  | 1:16         |
| 7.  | «The Lost City of Chimpanzee»                         | 3:46         |
| 8.  | «Along Simian Lines»                                  | 5:04         |
| 9.  | «Caesar No Evil, Hear No Evil»                        | 2:27         |
| 10. | «Monkey See, Monkey Coup»                             | 5:12         |
| 11. | «Gorilla Warfare»                                     | 7:37         |
| 12. | «The Apes of Wrath»                                   | 4:28         |
| 13. | «Gibbon Take»                                         | 2:55         |
| 14. | «Aped Crusaders»                                      | 3:26         |
| 15. | «How Bonobo Can You Go»                               | 5:42         |
| 16. | «Enough Monkeying Around»                             | 3:35         |
| 17. | «Primates for Life»                                   | 5:42         |
| 18. | «Planet of the End Credits»                           | 8:56         |
| 19. | «Ain’t That a Stinger (Written By Griffin Giacchino)» | 1:10         |

## Производство
Съёмки стартовали в апреле 2013 года в окрестностях города Кэмпбелл-Ривер (Канада). Они были продолжены летом 2013 года в Луизиане и Ванкувере.

## Продолжение
В 2017 году вышел фильм, завершающий трилогию о Цезаре — «Планета обезьян: Война». Над сценарием работали кинодраматург Марк Бомбэк в творческом союзе с Мэттом Ривзом, снявшим «Революцию». Картина рассказывает о последнем столкновении обезьян и людей; роль главного антагониста, Полковника, исполнил Вуди Харрельсон.
В российском прокате картина появилась 13 июля 2017 года.